# Prérogative de puissance publique
La prérogative de puissance publique ou prérogative administrative est le fait, pour l'administration, de détenir un pouvoir unilatéral et immédiat d'application. Il s'agit d'un concept de droit administratif français.

## Concept

### Pouvoir de l'administration
La prérogative de puissance publique est la faculté de l'administration d'imposer des actes administratifs unilatéraux d'application immédiate. Ce concept consacre le bénéfice, pour l'administration, d'un droit exorbitant du droit commun. La gestion d'une mission d'intérêt général, qui caractérise l'administration, ne peut s'effectuer sans ce pouvoir spécifique qu'est la prérogative de puissance publique. Elle permet à l'administration d'être l'auteur d'une décision exécutoire.

### Critère du service public
La prérogative de puissance publique a longtemps été utilisée pour définir un service public. Toutefois, la jurisprudence du Conseil d'État a, dans les années 1970, consacré l'existence de services publics gérés par des organismes privés dénués de prérogatives de puissance publique. Aujourd'hui encore, un service public qui n'exerce aucune prérogative de puissance publique peut être poursuivi auprès du juge judiciaire et non auprès du juge administratif.